# カリスマ (アルバム)
『カリスマ』（Charisma）は、アメリカ合衆国のジャズ・トランペット奏者、リー・モーガンが1966年9月29日に録音・1969年に発表したスタジオ・アルバム。

## 解説
ジャッキー・マクリーン、ハンク・モブレーを迎えた3管編成のセクステットで録音された。本作のサイドマンのうちポール・チェンバースは1969年1月4日に死去しており、オリジナルLPのライナーノーツ（Herb Wong）でも、チェンバースが既に故人であることが言及されている。
スコット・ヤナウはオールミュージックにおいて5点満点中4点を付け「リー・モーガンがブルーノートから発表したレコードの中では、あまり知られていない物の一つだが、実に聴き応えがある」「各々が個性的な3人のホーン奏者が、それぞれ刺激的な瞬間を披露し、1960年代中期のハード・バップの真髄として結実している」と評している。また、ダグラス・ペインは1997年、All About Jazzにおいて「リー・モーガンのレコードの殆どは、何度も聴き返すに値するが、とりわけ『カリスマ』は録音から30年を経た今でも、このトランペッターの音楽が、いかに立派で価値があるかを体現している」と評している。

## 収録曲
特記なき楽曲はリー・モーガン作曲。
1. ヘイ・チコ - "Hey Chico" - 7:17
2. サムシン・キュート - "Somethin' Cute" - 5:39
3. レイニー・ナイト - "Rainy Night" (Cedar Walton) - 5:39
4. スイート・ハニー・ビー - "Sweet Honey Bee" (Duke Pearson) - 6:54
5. ザ・マーフィー・マン - "The Murphy Man" (D. Pearson) - 7:35
6. ザ・ダブル・アップ - "The Double Up" - 6:01

## 参加ミュージシャン
- リー・モーガン - トランペット
- ジャッキー・マクリーン - アルト・サクソフォーン
- ハンク・モブレー - テナー・サクソフォーン
- シダー・ウォルトン - ピアノ
- ポール・チェンバース - ベース
- ビリー・ヒギンス - ドラムス